# Willy Hemeleers
Wilfried (Willy) Hemeleers (? - 18 december 2012) was een Belgisch kruisboogschutter.

## Levensloop
Samen met Manfred Keller en Louis Achiel behaalde hij zilver in de ploegencompetitie op de Europese kampioenschappen van 2009 in het Kroatische Malinska . Deze zilveren medaille werd later omgezet in een gouden, nadat de winnaar van het tornooi (Rusland) gediskwalificeerd werd als gevolg van het feit dat een van hun schutters betrapt was op het gebruik van bètablokkers. Het duurde evenwel tot 2018 alvorens de gouden medaille effectief (postuum) werd overhandigd.
Daarnaast was hij secretaris-generaal van de Nationale Unie der Kruisboogschutters van België (NUKB).
Sinds 2013 wordt ter zijner nagedachtenis de 'Challenge Willy Hemeleers' ingericht.